# 双尖齿螯蛛
双尖齿螯蛛（学名：Enoplognatha diodonta）为球蛛科齿螯蛛属的动物。在中国大陆，分布于广西等地，主要生活于稻田的稻丛中。该物种的模式产地在广西阳朔、河池、全州。